# 182 TCN
Năm 182 TCN là một năm trong lịch Julius. 